# Kemit
 (avril 2022).
La mise en forme du texte ne suit pas les recommandations de Wikipédia : il faut le « wikifier ».
Les points d'amélioration suivants sont les cas les plus fréquents. Le détail des points à revoir est peut-être précisé sur la page de discussion.
- Les titres sont pré-formatés par le logiciel. Ils ne sont ni en capitales, ni en gras.
- Le texte ne doit pas être écrit en capitales (les noms de famille non plus), ni en gras, ni en italique, ni en « petit »…
- Le gras n'est utilisé que pour surligner le titre de l'article dans l'introduction, une seule fois.
- L'italique est rarement utilisé : mots en langue étrangère, titres d'œuvres, noms de bateaux, etc.
- Les citations ne sont pas en italique mais en corps de texte normal. Elles sont entourées par des guillemets français : « et ».
- Les listes à puces sont à éviter, des paragraphes rédigés étant largement préférés. Les tableaux sont à réserver à la présentation de données structurées (résultats, etc.).
- Les appels de note de bas de page (petits chiffres en exposant, introduits par l'outil «  Source ») sont à placer entre la fin de phrase et le point final[comme ça].
- Les liens internes (vers d'autres articles de Wikipédia) sont à choisir avec parcimonie. Créez des liens vers des articles approfondissant le sujet. Les termes génériques sans rapport avec le sujet sont à éviter, ainsi que les répétitions de liens vers un même terme.
- Les liens externes sont à placer uniquement dans une section « Liens externes », à la fin de l'article. Ces liens sont à choisir avec parcimonie suivant les règles définies. Si un lien sert de source à l'article, son insertion dans le texte est à faire par les notes de bas de page.
- La présentation des références doit suivre les conventions bibliographiques. Il est recommandé d'utiliser les modèles {{Ouvrage}}, {{Chapitre}}, {{Article}}, {{Lien web}} et/ou {{Bibliographie}}. Le mode d'édition visuel peut mettre en forme automatiquement les références.
- Insérer une infobox (cadre d'informations à droite) n'est pas obligatoire pour parachever la mise en page.

Pour une aide détaillée, merci de consulter Aide:Wikification.
Si vous pensez que ces points ont été résolus, vous pouvez retirer ce bandeau et améliorer la mise en forme d'un autre article.
Kemit, de son vrai nom Franck Mboumba, est un auteur-compositeur-interprète, rappeur, poète né à la fin des années 1980 au Gabon, ,,,,.

## Biographie
Le 22 juillet 2016, il sort un album intitulé Bilime qui signifie les années dans sa langue natale le Punu (une langue parlée dans le sud-ouest du Gabon, dans le village de Ndéndé). Ce recueil de poèmes est sa première œuvre,. 

## Discographie

### Albums
- 2018 : Azania produit par Bilime Records
- 2020 : Diluvienne produit par Bilime Records
- 2021 : Diluvienne, lunaire produit par Bilime Records
- 2023 : Tessiture produit par Bilime Records

### EPs
- 2016 : Bilime
- 2022 : Calipso
- 2024 : Émeraude

### Singles
- 2015 : Écrivain de l’oralité
- 2016 : J’imagine
- 2017 : Indépendances
- 2018 : Quand tout ira mieux
- 2018 : Martyr Luther Queens
- 2020 : El Destino
- 2020 : Sur ma comète
- 2021 : Maïna
- 2021 : Ma vida
- 2022 : Au fond
- 2022 : Ça ira
- 2022 : Léo
- 2023 : Solaarité
- 2023 : Tessiture
- 2023 : Pas les mêmes
- 2023 : J'ai pas les mots
- 2024 : Glory
- 2024 : Emeraude
- 2024 : Bad Man

## Publications
- 2017 : Damné en années (recueil de poésie)
- 2018 : Martyr Luther Queens (Dola Éditions)
- 2024 : Des jours et des nuits (Dola Éditions)
- 2024 : Basquiat, l’africain (Dola Éditions)